# Drachenhöhle
La Drachenhöhle o Drachenhöhle Mixnitz (literalmente Cueva del Dragón de Mixnitz) es una cueva de 542 m de largo con una entrada de 20 m de ancho y 12 m de alto cerca de Mixnitz, Estiria, Austria, al sureste de Bruck an der Mur, situada a una altitud de 950 m sobre el nivel del mar. [En la Edad Media se consideraba que los huesos de los osos cavernarios (Ursus ingressus) y otros fósiles óseos encontrados eran huesos de dragones, creencia que culminó en la saga del "Cazador de dragones de Mixnitz".
Debido a la escasez de fertilizantes durante y después de la Primera Guerra Mundial, los sedimentos de 8 a 10 m de altura del interior de la cueva se explotaron intensamente entre 1918 y 1923, de los que se extrajeron unas 2.500 toneladas de ácido fosfórico. Durante la extracción del abono, estuvieron presentes varios geólogos y paleontólogos, que sólo documentaron los descubrimientos más valiosos. No obstante, se desenterró un rico alijo de fósiles de oso de las cavernas, león de las cavernas euroasiático (Panthera leo spelaea), lobo gris (Canis lupus), íbice alpino (Capra ibex) y marmota alpina (Marmota marmota), restos de hogares abiertos y herramientas de piedra paleolíticas de la cultura Auriñaciense datadas entre 65.000 y 31.000 a. C. Fechados entre 65.000 y 31.000 a. C., son uno de los vestigios más antiguos de la presencia humana en Austria.

## Excavaciones
Los registros de los trabajos arqueológicos se publicaron en una monografía en 1931, que fue reeditada por Othenio Abel y G. Kyrie. Las excavaciones se realizaron en dos lugares del interior de la cueva. Los estratos de sedimentos, de unos 150.000 años de antigüedad, se dividieron en varias capas, que entre las denominadas "capa prehistórica" y "chimenea paleolítica" también dieron lugar a una "capa neandertal".
Hasta el día de hoy se han obtenido de las excavaciones los huesos de más de 30.000 fósiles de osos de las cavernas. El yacimiento fue protegido en 1928 y declarado monumento natural en 1949.